# Женевский университет
Жене́вский университе́т (фр. Université de Genève) — государственный университет в Женеве, Швейцария. Университет основан в 1559 году как теологическая семинария Жаном Кальвином.
В Женевском университете в настоящее время существуют следующие факультеты: юридический, медицинский, естествознание, экономический и социологический, теологический, факультет психологии, переводческий факультеты, а также существует несколько аффилированных центров и институтов. В настоящее время обучение в университете ведётся в основном на французском языке на девяти факультетах (некоторые предметы читаются на английском, немецком, итальянском, испанском языках), на которых обучается около 15000 студентов.
Для облегчения обучения в университете существует база данных почти всех лекций, записанных в аудио или в видео формате. Также существует отдельный сайт, где студент должен записываться на курсы и оттуда получать всю дополнительную информацию, литературу и домашние задания. Кроме того, у каждого студента существует отдельный университетский почтовый аккаунт.

## Структура
Женевский университет состоит из различных факультетов и межфакультетских центров, которые предлагают обучение, проведение исследований и предоставление услуг обществу в разных областях.

### Факультеты
Женевский университет состоит из девяти факультетов:
- Факультет естественных наук
- Факультет медицины
- Факультет гуманитарных наук
- Женевская школа экономики и менеджмента (GSEM)
- Женевская школа социальных наук (G3S)
- Факультет права (Женевская школа права)
- Факультет теологии Архивная копия от 24 января 2021 на Wayback Machine
- Факультет психологии и наук об образовании (бывший Институт Жана-Жака Руссо)
- Факультет письменного и устного перевода

Кроме того существует Школа французского языка и цивилизации (ELCF), которая входит в состав факультета гуманитарных наук.

### Межфакультетские центры
В университете существуют четырнадцать межфакультетских центров. Среди них:
- Институт истории Реформации
- Департамент компьютерных наук
- Институт экологических исследований
- Институт глобалистики
- Межфакультетский центр геронтологии
- Швейцарский центр аффективных наук

### Ассоциированные учреждения
Университет также имеет несколько партнерских соглашений с близлежащими учреждениями, где студенты университета могут проходить курсы.
- Женевский институт международных отношений и развития (IHEID)
- Экуменический институт в Боссэ (при Всемирном совете церквей)
- Центр Висса по био- и нейроинженерии
- Швейцарский национальный суперкомпьютерный центр
- Центр права в области искусства[4]
- Центр биомедицинской визуализации (CIBM)
- Университетский центр медицинской юриспруденции (CURML)[5]
- Институт труда и здоровья (IST)

## Ректоры[6]
- 1559—1563 Теодор Беза
- 1610—1615 Теодор Троншен
- 1633—1637 Фридрих Спангейм Старший
- 1770—1774 Давид Клапаред
- 1774—1776 Орас Бенедикт де Соссюр
- 1796—1798 Пьер Прево
- 1798—1800 Симон Антуан Жан Люилье
- 1818—1821 Жан-Пьер Этьен Воше
- 1830—1832 Огюстен Пирам Декандоль
- 1844—1846 Жак Дени Шуази
- 1850—1852, 1854—1856, 1858—1860, 1864—1866 Эмиль Плантамур
- 1874—1876 Карл Фохт
- 1880—1882 Жак-Луи Соре
- 1888—1890 Карл Гребе
- 1908—1910 Робер Ипполит Шода
- 1910-1912 Эдуард  Монте
- 1912-1914 Альбер Мэйор
- 1914-1916 Луи Рефус
- 1916-1918 Фрэнсис Де Крю
- 1918-1920 Рауль Готье
- 1920-1922 Жорж Фулике
- 1922-1924 Родольф Вебер
- 1924-1926 Жорж Вернер
- 1926-1928 Уильям Раппар
- 1928-1930 Чарльз Вернер
- 1930-1932 Анри Фер
- 1932-1934 Морис Рох
- 1934-1936 Альфред Ришар
- 1936-1938 Уильям  Раппар
- 1938-1940 Виктор Мартан
- 1940-1942 Эжен Питтар
- 1942-1944 Эжен Бужар
- 1944-1946 Антоний Бабель(1-й католический ректор)
- 1946-1948 Пол-Эдмонд Мартан
- 1948-1950 Г. Тиерси
- 1950-1952 Эжен Бужард
- 1952-1954 Антоний  Бабель
- 1954-1956 Анри де Циглер
- 1956-1958  Поль Венгер
- 1958-1960  Жак Курвуазье
- 1960-1962 Эрик Мартан
- 1962-1964 Жан Гравен
- 1964-1966 Терьер Клавдий
- 1966-1969 Денис Ван Берхем
- 1969-1972 Мартен Питер
- 1972-4 мая 1973 Шарль Рук
- 1973-1977 Эрнст Хир
- 1977 г. - ноябрь 1977 г. (Ad Interim) Постернак Жан
- 1977 Декабрь-1983 гг. Джастин Торен
- 1983-1987 Марсель Генен
- 1987-1991 Жан-Клод Фавез
- 1991-1995 Люк Вебер
- 1995-1999 Бернар Фульпиус
- 1999-2003 Морис Буркен
- 2003-31 августа 2006 года (Коллективная отставка ректората) Андрэ Хёрст
- 2006 сентябрь -2007 гг.  Жак Вебер (временный ректор)
- 2007-2015 Жан-Доминик Вассали
- 2015 — по наст. время Ив Флюкигер

## Известные выпускники
- Жоэль Диккер (род. 1985) — швейцарский писатель. Лауреат Гран-при Французской академии и Гонкуровской премии лицеистов.
- Юстин Джанелидзе (1883-1950) — грузинский и российский хирург и учёный, создатель многочисленных методов и автор многочисленных трудов по хирургии, в частности, хирургии сердца.
- Лина Штерн (1875-1968) — швейцарский, затем советский биохимик и физиолог, автор фундаментальных исследований в области клеточного дыхания, создатель концепции гематоэнцефалического барьера.
- Альбер Рилье (1809—1883) — швейцарский писатель.
- Даниэль Шамье (1565—1621) — французский протестантский богослов.

## Фотографии

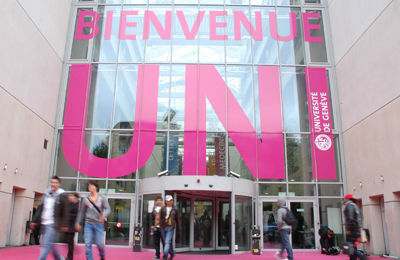
Главный вход в корпус Uni Mail (факультеты общественных наук)
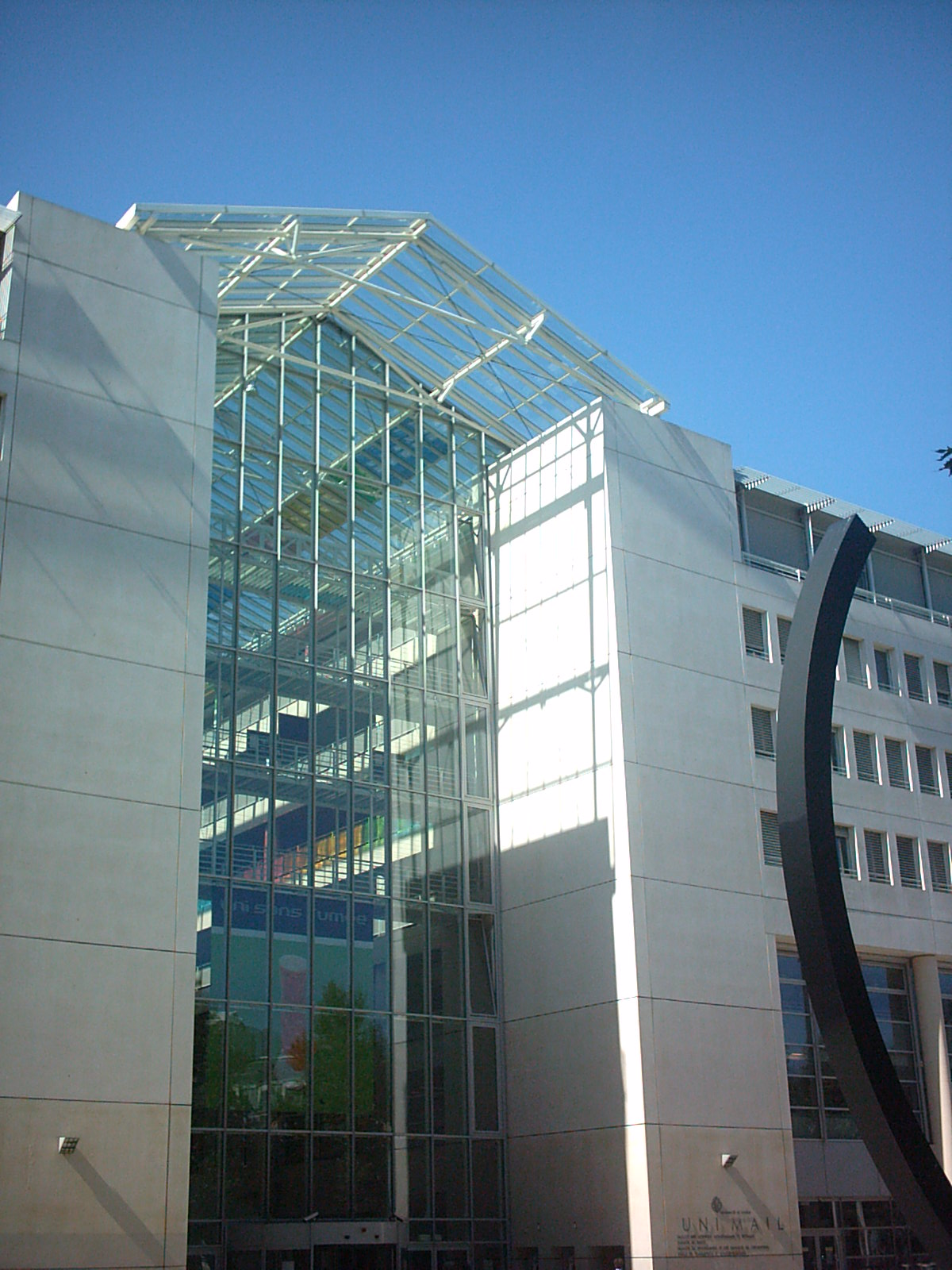
Корпус Uni Mail
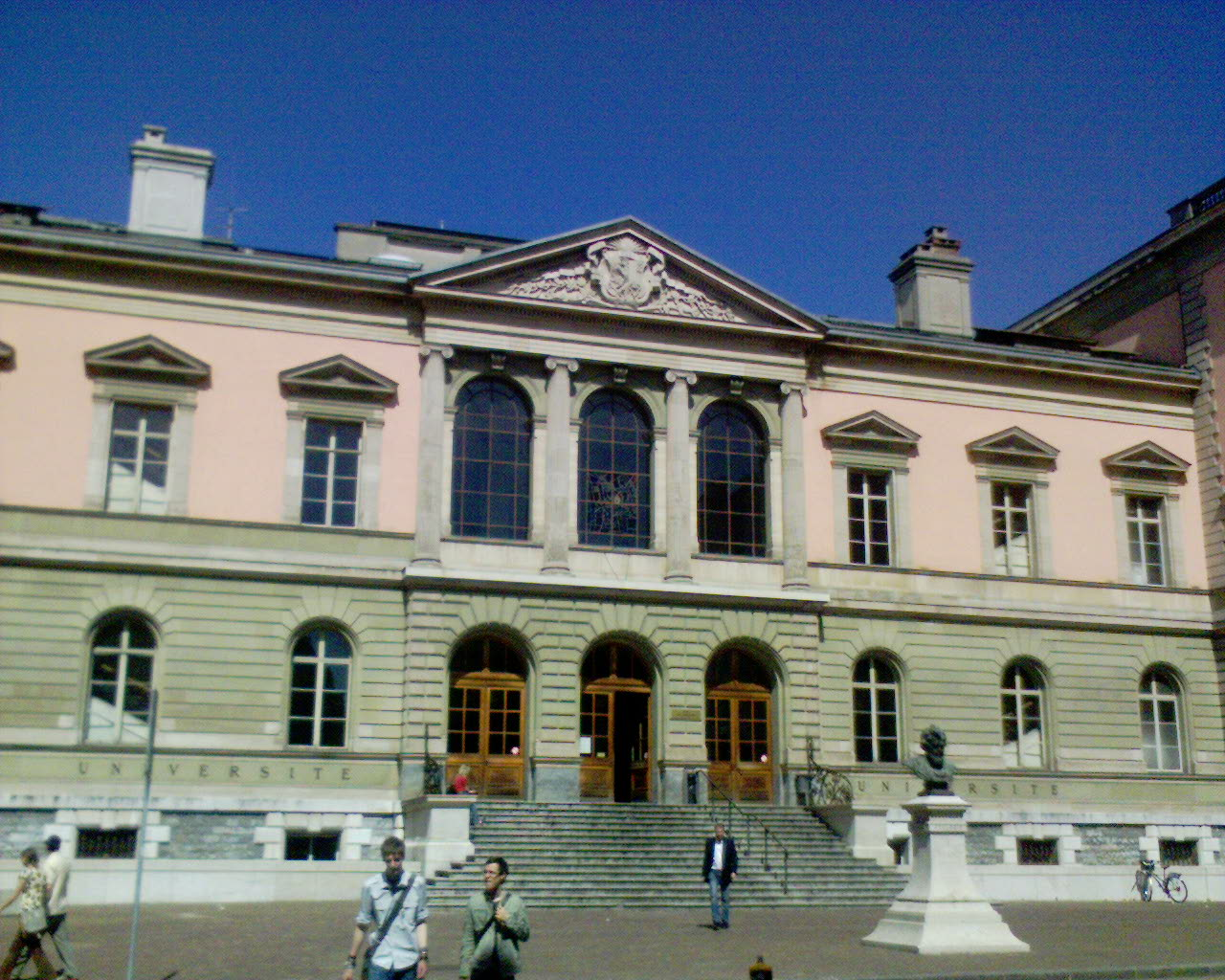
Корпус Uni Bastion (филологический факультет)
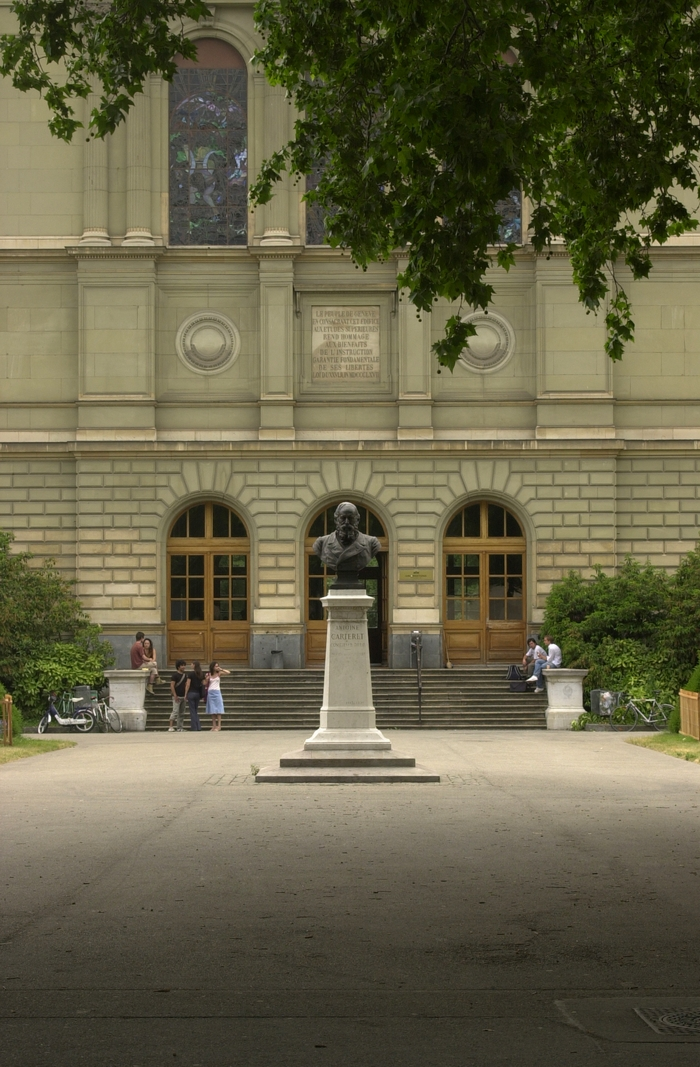
Uni Bastion со стороны парка